# Tenis na Letních olympijských hrách 1908 – ženská dvouhra v hale
Ženská dvouhra v hale na Letních olympijských hrách 1908 probíhala v londýnském areálu Queen's Club. Soutěž se konala v období od 6. do 11. května 1908 na krytém dvorci s dřevěnou palubovkou. Nastoupilo do ni devět tenistek, z toho sedm Britek a dvě Švédky. Dvě hráčky do turnaje nezasáhly. Hrálo se na dva vítězné sety.
Halový tenisový turnaj měl na olympiádě premiéru a představoval první ze dvou uskutečněných ročníků. O dva měsíce později proběhla na londýnské olympiádě standardní dvouhra pod otevřeným nebem v All England Clubu.

## Olympijský turnaj
Britská hráčka Mildred Colesová byla v prvním kole jeden míč od vítězství, když v třísetové bitvě nad Wallenbergovou vedla 11–9, 4–6, 5–4 a 40:15. Před dalším míčem však utrpěla poranění paže, které ji znemožnilo v pokračování a zápas skrečovala.
Olympijskou vítězkou se stala britská teniskta Gwendoline Eastlakeová-Smithová, jež ve finále zdolala krajanku Angelu Greenovou po třísetovém průběhu. Bronzovou medaili vybojovala Švédka Märtha Adlerstråhleová, když po ztracené úvodní sadě s krajankou Elsou Wallenbergovou vyhrála dva zbylé sety.

## Konečné pořadí
| Poř. | tenistka                                            |
| ---- | --------------------------------------------------- |
| 1.   | Gwendoline Eastlake-Smithová · Velká Británie (GBR) |
| 2.   | Angela Greenová · Velká Británie (GBR)              |
| 3.   | Märtha Adlerstråhleová · Švédsko (SWE)              |
| 4.   | Elsa Wallenbergová · Švédsko (SWE)                  |
| 5.   | Penelope Boothbyová · Velká Británie (GBR)          |
| 5.   | Mildred Colesová · Velká Británie (GBR)             |
| 5.   | Violet Pinckneyová · Velká Británie (GBR)           |

## Pavouk
V prvním kole byl naplánován jediný zápas mezi Britkami Alicí Greeneovou a Ruth Winchovou, jenž se neodehrál. Greeneová postoupila bez boje.
| Legenda                                                       |                                                                        |                                                   |
| - Q – kvalifikant - WC – divoká karta - LL – šťastný poražený | - Alt – náhradník - SE – zvláštní výjimka - PR/SR – žebříčková ochrana | - w/o – bez boje - r – skreč - d – diskvalifikace |

|  | Druhé kolo | Druhé kolo                   | Druhé kolo             | Druhé kolo      | Druhé kolo |                              |   | Semifinále | Semifinále                | Semifinále                | Semifinále                | Semifinále                |                           |  | Finále o zlatou medaili | Finále o zlatou medaili      | Finále o zlatou medaili | Finále o zlatou medaili | Finále o zlatou medaili |
|  |            |                              |                        |                 |            |                              |   |            |                           |                           |                           |                           |                           |  |                         |                              |                         |                         |                         |
|  |            | Gwendoline Eastlake-Smithová | 7                      | 7               |            |                              |   |            |                           |                           |                           |                           |                           |  |                         |                              |                         |                         |                         |
|  |            | Violet Pinckneyová           | 5                      | 5               |            |                              |   |            |                           |                           |                           |                           |                           |  |                         |                              |                         |                         |                         |
|  |            | Violet Pinckneyová           | 5                      | 5               |            | Gwendoline Eastlake-Smithová | 6 | 6          |                           |                           |                           |                           |                           |  |                         |                              |                         |                         |                         |
|  |            |                              |                        |                 |            |                              | 6 | 6          |                           |                           |                           |                           |                           |  |                         |                              |                         |                         |                         |
|  |            |                              | Elsa Wallenbergová     | 4               | 4          |                              |   |            |                           |                           |                           |                           |                           |  |                         |                              |                         |                         |                         |
|  |            | Elsa Wallenbergová           | Elsa Wallenbergová     | 4               | 4          | 11                           | 4 | 4          |                           |                           |                           |                           |                           |  |                         |                              |                         |                         |                         |
|  |            | Elsa Wallenbergová           |                        |                 |            | 11                           | 4 | 4          |                           |                           |                           |                           |                           |  |                         |                              |                         |                         |                         |
|  |            | Mildred Colesová             | 9                      | 6               | 5 r        |                              |   |            |                           |                           |                           |                           |                           |  |                         |                              |                         |                         |                         |
|  |            |                              |                        |                 |            |                              |   |            |                           |                           |                           |                           |                           |  |                         | Gwendoline Eastlake-Smithová | 6                       | 4                       | 6                       |
|  |            |                              |                        | Alice Greeneová | 2          | 4                            | 0 |            |                           |                           |                           |                           |                           |  |                         |                              |                         |                         |                         |
|  |            | Alice Greeneová              | 6                      | 6               |            |                              |   |            |                           |                           |                           |                           |                           |  |                         |                              |                         |                         |                         |
|  |            | Penelope Boothbyová          | 2                      | 2               |            |                              |   |            |                           |                           |                           |                           |                           |  |                         |                              |                         |                         |                         |
|  |            | Penelope Boothbyová          | 2                      | 2               |            | Alice Greeneová              | 6 | 6          |                           |                           |                           |                           |                           |  |                         |                              |                         |                         |                         |
|  |            |                              |                        |                 |            |                              | 6 | 6          |                           |                           |                           |                           |                           |  |                         |                              |                         |                         |                         |
|  |            |                              | Märtha Adlerstråhleová | 1               | 3          |                              |   |            | Zápas o bronzovou medaili | Zápas o bronzovou medaili | Zápas o bronzovou medaili | Zápas o bronzovou medaili | Zápas o bronzovou medaili |  |                         |                              |                         |                         |                         |
|  |            | Märtha Adlerstråhleová       | Märtha Adlerstråhleová | 1               | 3          | w/o                          |   |            | Zápas o bronzovou medaili | Zápas o bronzovou medaili | Zápas o bronzovou medaili | Zápas o bronzovou medaili | Zápas o bronzovou medaili |  |                         |                              |                         |                         |                         |
|  |            | Märtha Adlerstråhleová       |                        |                 |            | w/o                          |   |            |                           |                           |                           |                           |                           |  |                         |                              |                         |                         |                         |
|  |            | Dorothea Chambersová         |                        |                 |            |                              |   |            |                           |                           |                           |                           |                           |  |                         | Elsa Wallenbergová           | 6                       | 2                       | 3                       |
|  |            |                              |                        |                 |            |                              |   |            |                           |                           |                           |                           |                           |  |                         | Märtha Adlerstråhleová       | 1                       | 6                       | 6                       |